# Ecorregión marina chiloense
La ecorregión marina chiloense (188) es una georregión ecológica situada en el sudeste de América del Sur. Se la incluye en la provincia marina magallánica de la ecozona oceánica de América del Sur templada (en inglés Temperate South America).

## Distribución
Se distribuye de manera exclusiva en el centro-sur de Chile, en aguas del océano Pacífico sudoriental de las regiones de Aysén y  Los Lagos. Su nombre se relaciona a la isla Grande de Chiloé, la más grande del Archipiélago de Chiloé, situado en el sector norte de esta ecorregión. Cubre todas las aguas y costas desde punta Chocoy en el canal de Chacao por el norte, llegando por el sur hasta la península de Taitao,  que la deslinda de  la ecorregión marina canales y fiordos del sur de Chile. Hacia el norte limita con la ecorregión marina araucana.